# کالدریا ۲۹۲۶
سیارک ۲۹۲۶ (به انگلیسی: 2926 Caldeira، نامگذاری:1980KG) دو هزار و نهصد و بیست و ششمین سیارک کشف شده‌است که در ۲۲ مه ۱۹۸۰ کشف شد.
قدر مطلق سیارک برابر ۱۳٫۳۰ است.